# Gabriel París
Gabriel París Gordillo (Ibagué, 8 de marzo de 1910-Girardot, 21 de marzo de 2008) fue un militar y político colombiano, adepto al Partido Conservador Colombiano. General del Ejército Nacional de Colombia. Ocupó los ministerios de justicia, guerra, gobierno, minas y relaciones exteriores en el gobierno de Gustavo Rojas Pinilla; y se encargó dos veces de la Presidencia de la República.
Durante su mandato como Presidente de la Junta Militar de Gobierno, París buscó el acercamiento entre los partidos tradicionales y medidas para el regreso paulatino de la democracia a Colombia, ejerciendo las mujeres el derecho al voto por primera vez durante el plebiscito que fue convocado para implementar el Frente Nacional. Resistió cuatro intentos de derrocamiento propiciados al interior de las Fuerzas Militares.

## Biografía
Nació en Ibagué el 8 de marzo de 1910. Inició sus estudios en un colegio masculino de su ciudad natal, recibiendo el título de bachiller en el Colegio San Simón de la misma ciudad.

### Trayectoria militar
Gabriel París Gordillo ingresó en 1928 a la Escuela Militar de Cadetes de Bogotá para obtener el grado de subteniente de caballería el 11 de diciembre de 1929. Ocupó una plaza en grupo de caballería 1 'Páez' con sede en Concepción. En 1933 fue ascendido a teniente y participó en la guerra con Perú en la línea Baraya -La Tagua. En 1936 fue ascendido a capitán y nombrado profesor de equitación en la Escuela Militar de Cadetes de Bogotá.
Se diplomó como oficial de Estado Mayor en la Escuela Superior de Guerra, en Bogotá y ascendió a Mayor en 1941. Regresó al grupo Páez en 1943 como comandante. Luego fue Subdirector de la Escuela de Cadetes de Policía General Santander de Bogotá, durante la administración de Miguel Lleras Pizarro. Ascendió a teniente coronel en 1946 y realizó el curso de estado mayor en el Fuerte de Leavenworth, Estados Unidos.
A su regreso a Colombia, París recibió la orden de Boyacá en el grado comendador el 6 de agosto de 1946, de manos del saliente presidente del país, Alberto Lleras Camargo. París también se desempeñó como profesor de la Escuela Superior de Guerra y jefe del Servicio de Remonta y Veterinaria.
En 1949 fue comandante del grupo número 2 Rondón y por decreto 3255 del 18 de octubre, asumió el comando de la Escuela de Caballería en reemplazo del coronel Mariano Ospina Rodríguez. El 13 de marzo del año siguiente pasó a ser fiscal (jefe de Estado Mayor) de la II brigada con sede en Barranquilla y luego comandante. De allí pasó al comando de la IV brigada con sede en Medellín.El 28 de febrero de 1953, París fue ascendido a brigadier general y destinado al cargo de comandante del Ejército Nacional por el presidente Roberto Urdaneta Arbeláez. En 1956 alcanzó el grado de Mayor General.

### Golpe de Estado de 1953
Cuando se dio el Golpe de Estado, el general París se desempeñaba como ministro extraordinario y plenipotenciario de Colombia ante el Consejo de Seguridad de las Naciones Unidas. El nuevo gobierno lo llamó a ocupar el ministerio de justicia, cargo que ejerció del 9 de febrero al 7 de agosto de 1954, cuando asumió como ministro de Guerra. Entre febrero y junio de 1954 se encargó del Ministerio de Minas y Petroleos; del ministerio de Gobierno del 30 de junio de 1956 al 28 de febrero de 1957; y del ministerio de Relaciones Exteriores entre el 24 de julio y el 2 de septiembre de 1956.

### Primer ejercicio presidencial
Ante el viaje oficial que el presidente Gustavo Rojas Pinilla hizo a Ecuador con varios de sus ministros, le correspondió al general París tomar posesión de la Presidencia de la República el 30 de julio de 1955, tal como se lo comunicó Roberto Goenaga, presidente de la Corte Suprema de Justicia:
"Tengo la honra y la complacencia de informar a usted que, con motivo de la visita que realizará el excelentísimo señor presidente de Colombia a la república del Ecuador entre los días 30 de los corrientes y el 2 de agosto venidero, a la cual lo acompañarán los señores ministros de gobierno, relaciones exteriores, justicia, hacienda y obras públicas, y durante el tiempo que el presidente titular permanezca fuera del territorio nacional, de conformidad con lo establecido en el artículo 5° del Acto Legislativo 1 de 1954, es a usted, en su calidad de ministro de guerra, a quien corresponde encargarse de la presidencia de la república. Me permito llevar a su conocimiento para los efectos legales pertinentes, que la Corte Suprema de Justicia ha resuelto dar a usted posesión del alto cargo el próximo sábado 30 del mes en curso, a las siete de la mañana en el Palacio de San Carlos".

### Presidente de la Junta Militar de Gobierno
El anuncio del alto mando militar de sostener el gobierno del general Rojas por 20 años, provocó un paro nacional que exigía la renuncia del Presidente. Entre las fórmulas de salida a la crisis, Rojas Pinilla propuso nombrar al general París como designado presidencial para dar a entender una transición del poder, posibilidad que no fue aceptada. La única salida aprobada por los líderes gremiales y políticos del paro fue la entrega del poder de Rojas a una Junta Militar de Gobierno encargada de devolverle la democracia al país, a cuya cabeza se designó al general París y la complementaron los brigadieres generales Deogracias Fonseca, Luis Ernesto Ordóñez y Rafael Navas y el contralmirante Rubén Piedrahíta Arango.
La Junta Militar restableció la libertad de prensa, creó el Servicio Nacional de Aprendizaje (SENA), pagó la deuda externa, impulsó el Plan Vallejo para estimular las exportaciones, convocó a elecciones de Congreso de la República suspendidas durante nueve años, separó a las Fuerzas de Policía del estamento militar y realizó el plebiscito popular del 1 de diciembre de 1957, con el que se legalizó el Frente Nacional y ejercieron las mujeres por primera vez el derecho al voto, aprobado durante el gobierno de Gustavo Rojas Pinilla.

## Controversias
El general París frustró tres proyectos de golpe de cuartel en su contra, orquestados por facciones de las Fuerzas Militares, inconformes con la entrega del poder ejecutivo a los partidos políticos. El primero lo dirigió el mayor general Alfredo Duarte Blum, Comandante general de las Fuerzas Militares; el segundo fue un intento de sabotaje al plebiscito del 1 de diciembre; y el tercero lo fraguó el brigadier general Rafael Navas Pardo, quien utilizaba las emisoras del Ejército Nacional para promover el malestar contra el gobierno y voces a su favor.
Un cuarto proyecto de golpe de Estado liderado por el comandante de la Policía Militar, coronel Hernando Forero Gómez, logró la detención y confinamiento en el Cantón Militar de Puente Aranda de los generales París, Fonseca, Ordóñez y Navas; del candidato presidencial Alberto Lleras, y del comandante del Ejército Nacional Iván Berrío. El vicealmirante Piedrahíta logró evitar su captura y asumió el control del gobierno para frustrar el golpe. El coronel Forero liberó a los miembros de la Junta Militar y logró refugiarse en la Embajada de Bolivia en Bogotá. Sus cómplices fueron procesados por un Consejo Especial de Guerra presidido por el brigadier general Enrique París Durán. Versiones documentadas señalan al general Ordóñez como instigador del golpe, para imponer un triunvirato integrado por los comandantes de la Policía Nacional y la Fuerza Aérea -generales Quintín Gustavo Gómez y Alberto Pauwels- y de la I Brigada coronel Luis María González, encargados de devolverle el poder al general Gustavo Rojas Pinilla.

### Retiro
El 20 de julio de 1958 reinstaló el general París el Congreso de la República, clausurado desde 1949. El 7 de agosto, minutos antes de entregar el poder al presidente electo Alberto Lleras, el general París firmó con sus compañeros de Junta el último decreto con el cual se llamaron a sí mismos a calificar servicios, siendo el único caso en el que oficiales activos se dan de baja de la actividad militar.
El general París se mantuvo como miembro del Centro de Estudios Colombianos, órgano de pensamiento del Partido Conservador y fue elegido en 1965 como primer comandante del Regimiento de Caballería San Jorge. En 1988 recibió la Orden de Boyacá por el presidente Virgilio Barco Vargas, en 1996 la orden José Acevedo y Gómez del Concejo de Bogotá, y el 8 de diciembre de 2002 el grado honorífico de General de tres soles de manos del presidente Andrés Pastrana. Sus últimas apariciones en público ocurrieron el 7 de agosto de 2002 en la posesión del presidente Álvaro Uribe y el 7 de febrero de 2008 en la inauguración de un barrio con 30 cabañas de lujo que lleva su nombre, en Nilo (Cundinamarca).

## Muerte
Una afección respiratoria  obligó a la reclusión del expresidente París en la Clínica San Sebastián de Girardot el 10 de marzo de 2008, falleciendo  luego de once días de atención médica, con 98 años.

## Homenajes
Las honras fúnebres del expresidente París se efectuaron el 22 de marzo de 2008 en la capilla de la Escuela Militar en ceremonia a cargo del obispo castrense Fabio Suescún Mutis y con discursos del general Gabriel Puyana García y del ministro de defensa Juan Manuel Santos. Los restos de París fueron conducidos con honores de jefe de Estado  al camellón de los Presidentes del Cementerio Central de Bogotá, reposando entre los sepulcros del general Gustavo Rojas Pinilla y el candidato presidencial Luis Carlos Galán. Gabriel París es a la fecha el expresidente de Colombia más longevo de la historia, seguido por el general Deogracias Fonseca Espinosa y  el conservador Belisario Betancur.

## Familia
Gabriel París pertenecía a una de las familias castrenses más importantes de Colombia, que contabiliza 72 generales del Ejército y 2 almirantes a la República. Fue hijo de Alberto París Montalvo y su segunda esposa Isabel Gordillo Díaz; nieto paterno del médico Esteban París Ortega, Mayor del ejército legitimista en la guerra civil de 1860; bisnieto del capitán y prócer de la independencia José Ignacio París Ricaurte, hermano a su vez de  el general Joaquín y los coroneles Manuel, Antonio y Mariano París Ricaurte.
Los hermanos París Ricaurte eran hijos del militar español José Martín París Álvarez y de Genoveva Ricaurte Mauris y primos hermanos del brigadier Antonio Baraya y del capitán Antonio Ricaurte Lozano. El abuelo del general París fue el fundador de su apellido en la ciudad de Ibagué, donde fue magistrado y contrajo nupcias con Juana María Montalvo Barón, perteneciente a la familia de los propietarios de la histórica hacienda La Primavera.

### Matrimonio
Gabriel París contrajo matrimonio en Bogotá el 28 de septiembre de 1936 con María Felisa Quevedo París, hija de Ricardo Quevedo Galindo y de su prima hermana Ismenia París Durán. Fueron sus hijos Gabriel, Gloria, Jaime y Carolina París Quevedo.

## Homenajes póstumos
Con su nombre fue bautizado el curso de oficiales del Ejército Nacional que se graduó el 5 de junio de 2008 y en cuya ceremonia afirmó el presidente Álvaro Uribe Vélez:

"Quiero, rendir un homenaje al señor General Gabriel París, expresidente de la República, quien tanto ayudó en ese tránsito de la consolidación democrática, quien procedió siempre con prudencia, con patriotismo, con entrega total a la Nación. Nos honra mucho, que este magnífico curso que hoy se gradúa, lleve su nombre."

En 2010, el Ministerio de tecnologías de la información y las comunicaciones emitió una estampilla alusiva al general París dentro de la serie de presidentes de Colombia. Y el 25 de enero de 2013, el Comando General de las Fuerzas Militares de Colombia, activó el Batallón Especial Energético y Vial número 20, "General Gabriel París", dependiente de la XXIII brigada y que opera en el departamento de Nariño.